# David Shaughnessy

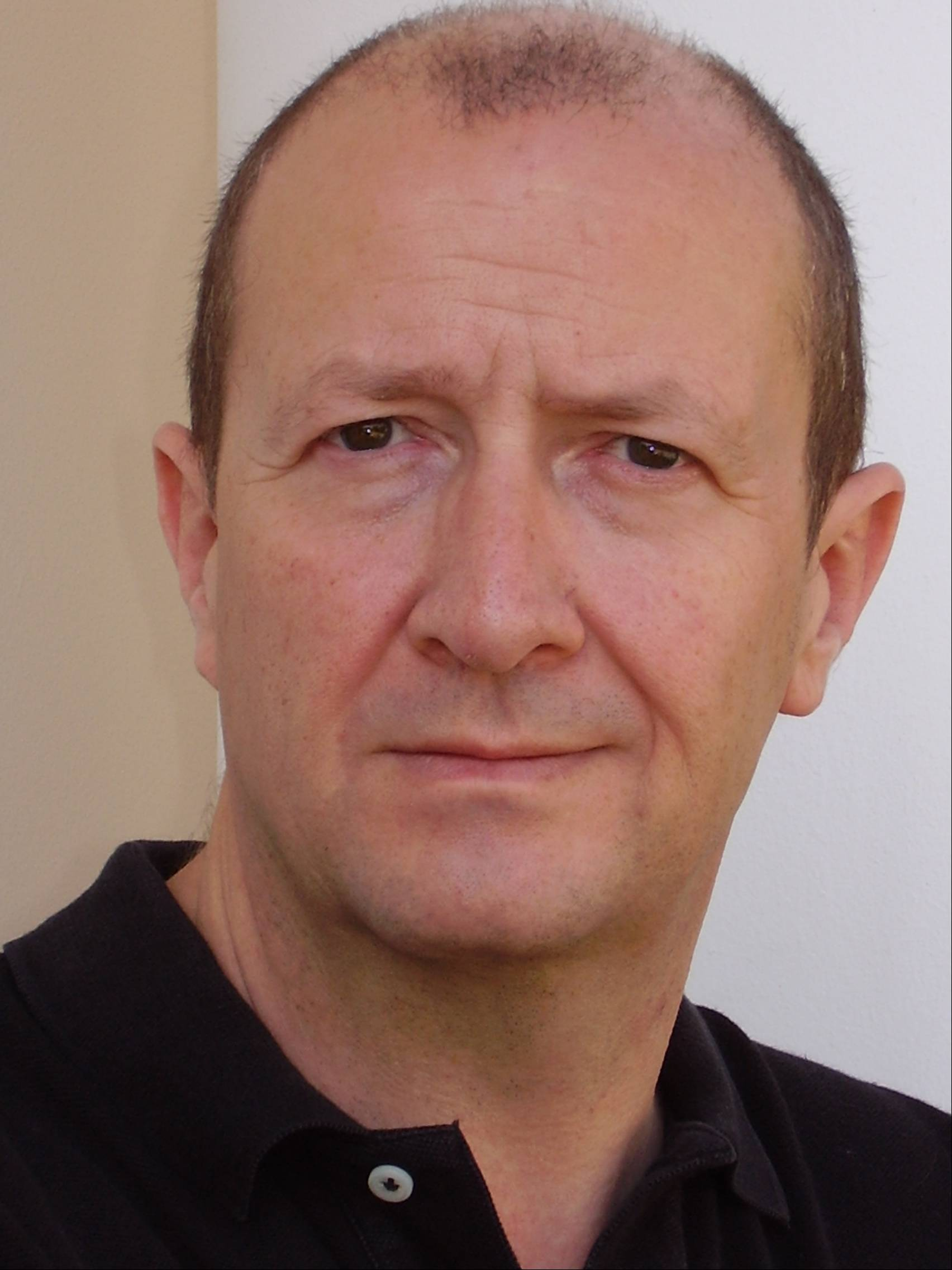
David Shaughnessy

David James Bradford Shaughnessy (* 7. August 1957 in Marylebone, London) ist ein britischer Fernsehregisseur, Fernsehproduzent, Bühnenregisseur und Schauspieler.

## Leben
David Shaughnessy wurde 1957 in London geboren. Shaughnessy wurde als Sohn des Autors und Dramatikers Alfred Shaughnessy und der Schauspielerin Jean Lodge geboren. Sein Bruder Charles Shaughnessy wurde ebenfalls Schauspieler. Er besuchte das Eton College.
Shaughnessy ist seit 1985 mit Anne Schoettle verheiratet; sie haben drei Kinder. Er lebt in Los Angeles.
Als Schauspieler begann Shaughnessy in Repertoiretheatern in Großbritannien und wurde später Hauptdarsteller bei The Old Vic in London und tourte um die Welt. Anschließend trat er auf nationalen Tourneen auf, darunter 18 Monate lang in „Godspell“ für den Produzenten Cameron Mackintosh, und spielte in zahlreichen amerikanischen und britischen Filmen und Fernsehserien mit. 1979 hatte Shaughnessy mit fünf Folgen in der Fernsehserie Danger UXB sein Fernsehdebüt. 1986 folgte sein Spielfilmdebüt in dem Film Die Reise ins Labyrinth. 2017 bis 2021 erhielt er in der Fernsehserie Die Tom und Jerry Show eine wiederkehrende Rolle.
Aktuell ist er Heir Presumptive des Titel Baron Shaughnessy.

## Filmografie
- 1979: Danger UXB (Fernsehserie, 5 Folgen)
- 1982: The Haunting of Cassie Palmer (Haunting of Cassie Palmer, Fernsehserie, eine Folge)
- 1982: Q.E.D. (Fernsehserie, eine Folge)
- 1983: The Consultant (Fernsehserie, 3 Folgen)
- 1984: The Brief (Fernsehserie, eine Folge)
- 1985: Three Up Two Down (Fernsehserie, eine Folge)
- 1985: Der Aufpasser (Minder, Fernsehserie, eine Folge)
- 1986: The Clairvoyant (Fernsehserie, eine Folge)
- 1986: Die Reise ins Labyrinth (Labyrinth, Stimme)
- 1986: Kreuzfeuer der Agenten (The Whistle Blower)
- 1988: Noble House (Miniserie, 4 Folgen)
- 1988: Witch Bitch – Tod aus dem Jenseits (Death Spa)
- 1988: Feuersturm und Asche (War and Remembrance, Miniserie, eine Folge)
- 1989: Newhart (Fernsehserie, eine Folge)
- 1990–1991: Peter Pan und die Piraten (Peter Pan and the Pirates, Fernsehserie, 18 Folgen, Stimme)
- 2007: Random! Cartoons (Webserie, eine Folge, Stimme)
- 2012: Zambezia (Stimme)
- 2012: Guys with Kids (Fernsehserie, eine Folge)
- 2013–2014: Robot Chicken (Webserie, 2 Folgen, Stimme)
- 2014: Baymax – Riesiges Robowabohu (Big Hero 6, Stimme)
- 2014–2017: Star Wars Rebels (Fernsehserie, 6 Folgen, Stimme)
- 2015: Don Gato: El Inicio de la Pandilla (Top Cat Begins, Stimme)
- 2016–2017: Avengers – Gemeinsam unbesiegbar! (Avengers Assemble, Fernsehserie, 3 Folgen, Stimme)
- 2017–2021: Baymax – Robowabohu in Serie (Big Hero 6: The Series, Fernsehserie, 11 Folgen, Stimme)
- 2017–2021: Die Tom und Jerry Show (The Tom and Jerry Show, Fernsehserie, 23 Folgen, Stimme)
- 2018–2020: Star Wars Resistance (Fernsehserie, 6 Folgen, Stimme)
- 2019: Manou – flieg’ flink! (Stimme)
- 2020: Blood of Zeus (Fernsehserie, 4 Folgen, Stimme)
- 2020–2021: Cleopatra in Space (Fernsehserie, 4 Folgen, Stimme)
- 2021: Pig (Stimme)
- 2021: Young Justice (Fernsehserie, eine Folge, Stimme)
- 2021–2022: DOTA: Dragon’s Blood (Fernsehserie, 4 Folgen, Stimme)
- 2022: Bugs Bunnys Baumeister (Bugs Bunny Builders, Webserie, eine Folge)
- 2022: Star Wars: Geschichten der Jedi (Tales of the Jedi, Webserie, eine Folge, Stimme)